# علي بن نايف
الأمير علي بن نايف بن عبدالله بن حسين الهاشمي (10 أغسطس 1941 -)، هو النجل الأكبر للأمير نايف بن عبد الله الأول وحفيد الملك عبد الله الأول مؤسس المملكة الأردنية الهاشمية وأول ملوكها.

## حياته
خدم لفترة من الزمن في القوات المسلحة الأردنية، وشغل منصب الأمين الخاص للملك الحسين بن طلال وللملك عبد الله الثاني . كما ترأس مجلس أمناء جامعة الطفيلة عند تأسيسها.
حصل على شهادة الدكتوراه الفخرية من الهيئة العربية لكتابة تاريخ الأنساب التابعة للأمانة العامة لاتحاد المؤرخين العرب، يجيد التحدث باللغات الإنكليزية، والتركية، وبعض اللغات اللاتينية.

## حياته الخاصة
الأمير علي هو الإبن البكر للأمير نايف بن عبد الله الأول ووالدته هي الأميرة ميهرماه سلطانة حفيدة السلطان العثماني محمد رشاد. لديه شقيق واحد وهو الأمير عاصم بن نايف.
تزوج مرتين، الأولى في 11 نيسان 1966 من الأميرة وجدان بنت فواز آل مهنا (الأميرة وجدان علي لاحقا) وأنجبا 4 أبناء:
- الأميرة نافعة (27 كانون الأول 1966)، تزوجت من إقبال أحمد مكة في 1 حزيران 1995، وأنجبت منه حمزة ورجوى (24 آب 1998-)، وعمرو (26 آذار 2000-).[1]
- الأميرة رجوة (29 حزيران 1968)، تزوجت من مؤيد عبدالله الدباس في 26 آب 1995، وأنجبت منه حسين (22 شباط 1999-)، وداد (10 حزيران 2000-)، وسعد (28 أيلول 2004-).[1]
- الأميرة بسمة فاطمة (24 آذار 1970)، تزوجت من أمجد يوسف فراح في 9 آذار 1997، وأنجبت منه عليّ وزيد (11 تشرين الثاني 2004-)، ورقيّة (22 آب 2002-).[1]
- الأمير محمد عباس (17 شباط 1973). تزوج من سيما يوسف غانم في 28 حزيران 2001 ورُزقا بالأميرة كرمة (26 آب 2002-)، والأميرة رانيا (22 آذار 2004-)، والأمير حمزة (16 نيسان 2007)، والأمير حيدر (12 تموز 2013-).[1]

تزوج في المرة الثانية في 8 كانون الأول 2005 من ريما (محمد نعيم) رمزي المصري (الأميرة ريما علي لاحقا) وأنجبا:
- الأمير جعفر (27 أبريل 2007- )[5]
- الأميرة منيرة (11 نوفمبر 2008- )[6]